# Dorfkirche Groß Raden

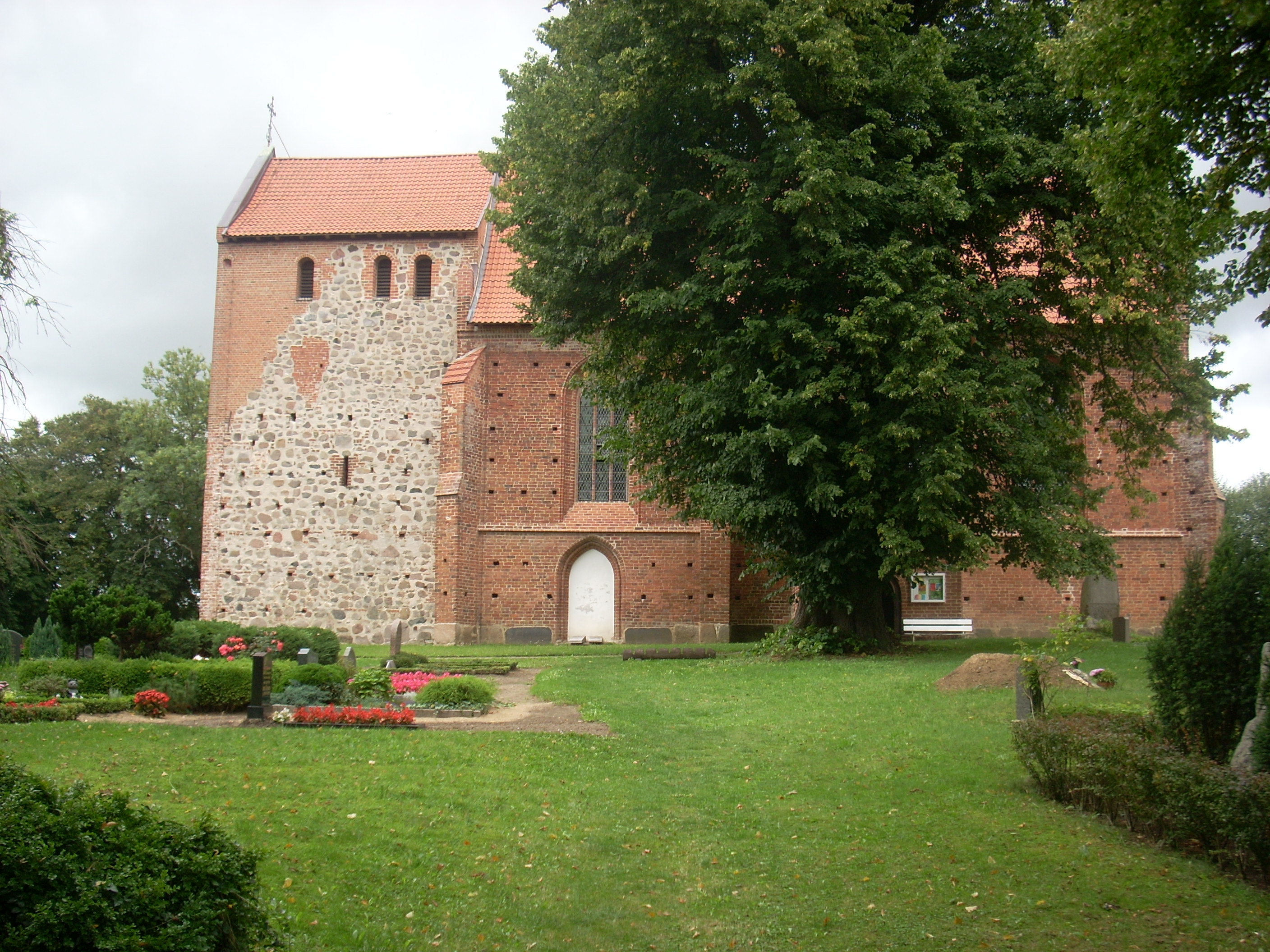
Dorfkirche Groß Raden

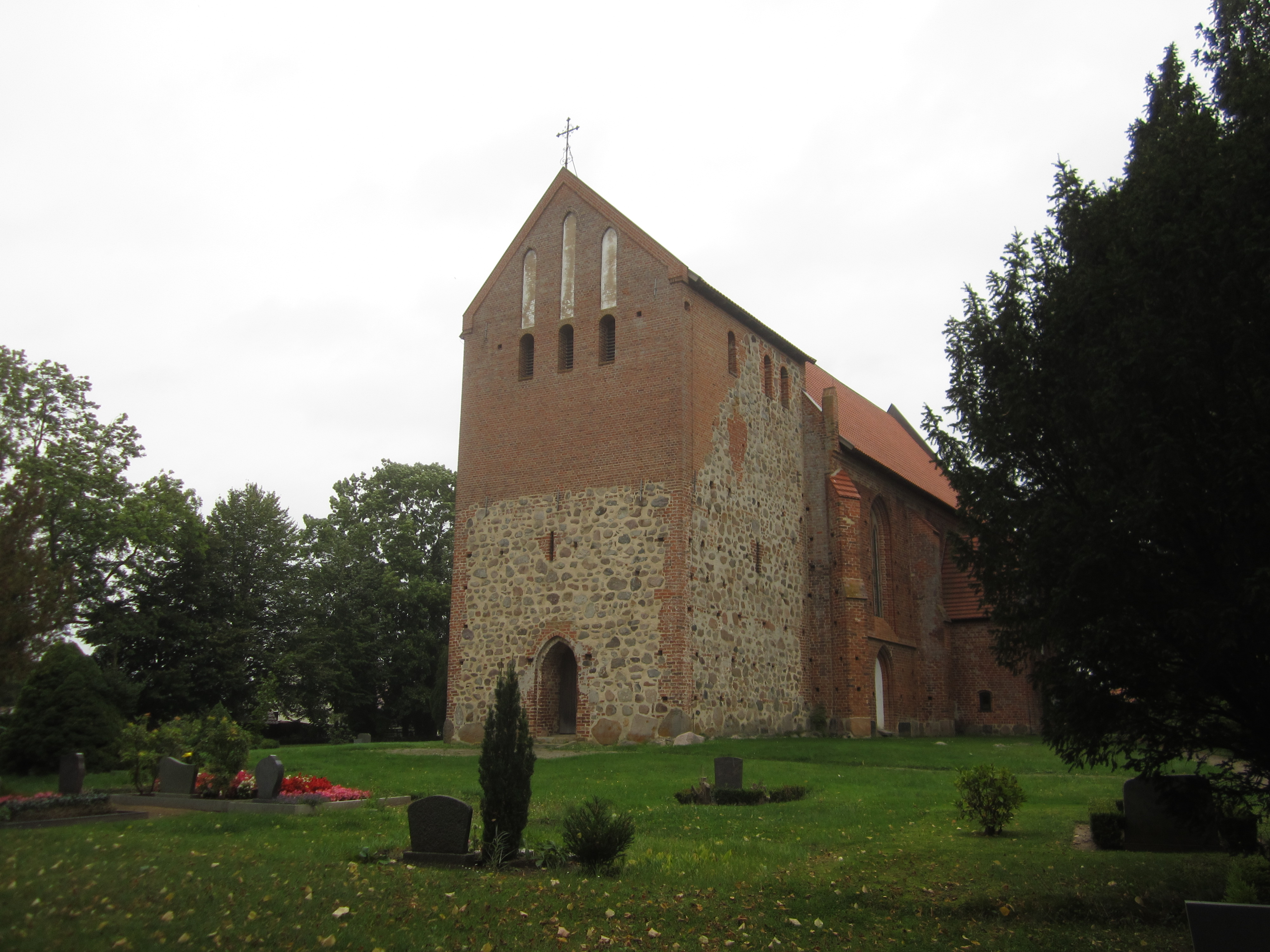
Südwestansicht

Die evangelische Dorfkirche Groß Raden ist eine gotische Saalkirche im Ortsteil Groß Raden von Sternberg im Landkreis Ludwigslust-Parchim in Mecklenburg-Vorpommern. Sie gehört zur Kirchengemeinde Witzin in der Propstei Wismar der Evangelisch-Lutherischen Kirche in Norddeutschland (Nordkirche).

## Geschichte und Architektur
Die Kirche ist eine große dreijochige Saalkirche aus Backstein mit Nordsakristei aus dem ersten Viertel des 14. Jahrhunderts mit Chor- und Sakristeigiebel, die durch Blenden gegliedert sind. Der wenig eingezogene, gedrungene Westturm in Feldstein von gleicher Firsthöhe wie das Schiff aus der Mitte des 15. Jahrhunderts wurde nach dem Brand im Jahr 1891 teilweise erneuert. Die Gliederung des Schiffes erfolgt durch Strebepfeiler und umlaufendes Kaffgesims, darüber sind drei- und vierbahnige Spitzbogenfenster angeordnet, das Stabwerk ist mit Rundstäben, die Gewände mit eingestellten Rundstäben und Kehlen gebildet. Das Südportal ist ähnlich den Fenstern profiliert (ähnlich wie an der Stadtkirche  Sternberg). Innen wird der Raum durch gebuste Kreuzgewölbe geschlossen, die Rippen sind mit Birnstabprofil geformt.

## Ausstattung
Das Hauptstück der Ausstattung ist ein Flügelaltar mit geschnitztem Blattkamm und bekrönendem Kreuz, der wohl aus dem 15. Jahrhundert stammt, die schlichten Passionsgemälde wurden 1677 gestiftet, die Flügelaußenseiten und das Standflügelpaar wurden vermutlich gleichzeitig mit Blumen bemalt. Ein Sakramentsschrank mit Resten von Malerei stammt aus dem 14. Jahrhundert. Mehrere Grabsteine mit ganzfigurigen Reliefs wurden gesetzt für: Reimer von Bülow († 1579) in Rüstung und mit Wappen, Elsabe Sperlinck († 1584) und Magdalen Preins († 1582), Doppelgrabstein mit Wappenreliefs, Hans von Bülow und Meta von Sperling († 1651). Die Glocke aus dem Jahr 1896 wurde von C. Oberg, Wismar, gegossen und hat den Ton a1−1.
Das kleine Positiv neben dem Altar ist ein Werk von Johann Gottlieb Wolfsteller aus dem Jahr 1858 mit vier Registern auf einem Manual.